# L'abete
L'abete (Grantræet) è una fiaba dello scrittore e poeta danese Hans Christian Andersen, pubblicata per la prima volta nel 1844. Viene raccontata la storia di un albero d'abete sempre proteso alle cose del futuro e costantemente ansioso di crescere che, però, non riesce mai ad apprezzare le piccole cose che capitano nel presente.

## Trama
La vicenda narra della vita di un piccolo abete e dei suoi desideri. Nel folto del bosco si trova un piccolo abete ed essendo uno degli alberelli più minuti fra quelli vicini a lui, il suo più gran desiderio è quello di essere finalmente grande come gli altri; crede fermamente che soltanto allora la sua vita sarebbe davvero incominciata. Se solo fosse più grande gli uccelli costruirebbero nidi tra i suoi rami!
Egli si preoccupa di riuscir a crescere il prima possibile ed è pertanto completamente in imbarazzo quando capita che una lepre salti su di lui, un atto che sottolinea e dimostra senza dubbio quanto ancora sia piccolo. Anche i bambini hanno imparato a chiamarlo "il piccolo della foresta" ed egli si sente ogni volta più imbarazzato e frustrato.
Una cicogna proveniente dall'Egitto gli fa notare i vecchi e possenti alberi abbattuti per esser utilizzati nella costruzione degli scafi delle navi ed il piccolo abete li invidia tanto. Giunta la stagione l'autunnale gli alberi che si trovano a vivere vicino a lui vengono abbattuti e i passeri raccontano al piccolo abete di averli veduti arredare l'interno delle case.
Un giorno però, mentre ancora si trova nella fase della sua giovinezza l'alberello viene tagliato per essere usato come decorazione natalizia. Dopo essere stato comprato è condotto in una casa la vigilia di Natale addobbato ed illuminato con: candele, mele colorate, giocattoli e tante ceste di buone caramelle. Una stella dorata viene affissa sulla cima del piccolo abete.
I bambini della casa ad un certo punto entrano e, saccheggiato l'alberello di tutti i suoi doni e dolciumi, si mettono seduti ad ascoltare un ometto grasso che comincia a raccontar loro delle favole. La mattina successiva, l'abete si attende che i festeggiamenti proseguano rinnovando così l'atmosfera d'allegria e contentezza della sera precedente ma invece i servitori prendono l'albero e lo portano in soffitta.
Qui relegato, il piccolo abete rimane inizialmente tutto solo e deluso ma presto i topolini si riuniscono per ascoltarlo recitare le favole udite dall'ometto grasso. Terminato però il racconto, anche i topi si allontanano senza più ritornare.
Arriva la bella stagione e con la primavera avanzante il piccolo abete, oramai appassito e del tutto spogliato dei suoi bei colori, viene portato giù in cortile; un ragazzo prende la stella che era rimasta sulla sua cima, poi finisce tagliato a pezzi e bruciato.